# 国家烈士广场
国家烈士广场（Campo dos Mártires da Pátria），原名圣安娜广场（Campo de Santana），是里斯本的一个广场，位于佩纳堂区（Pena）。
这是一个充满历史记忆的地方，位于里斯本市中心，在16世纪是屠宰场，在随后两个世纪中曾有过许多用途，包括斗牛场（1831-1891）、跳蚤市场（1835-1882）和蔬菜市场（19世纪中叶）。
1879年7月11日，圣安娜广场改名为国家烈士广场，以纪念因涉嫌阴谋反对理事会主席威廉·卡尔·贝雷斯福德而于1817年10月18日在此被绞死的戈麦斯·弗莱雷安德拉德和他的11个同伴。
今天，它是一个大型花园，面积约2.6公顷。南半部为弗莱雷花园（Jardim Braancamp Freire），尽头是索萨·马丁斯博士雕像和新里斯本大学医学院大楼, 位于老斗牛场的原址。
国家烈士广场，连同附近风景如画的历史艺术街区，涉及天使（Anjos）、耶稣圣心（Coração de Jesus）、佩纳（Pena）、圣若瑟（São José）等堂区，被葡萄牙文化部命名为公共财富（Imóvel de Interesse Público）(cf. planta de delimitação（页面存档备份，存于）)。

## 参考

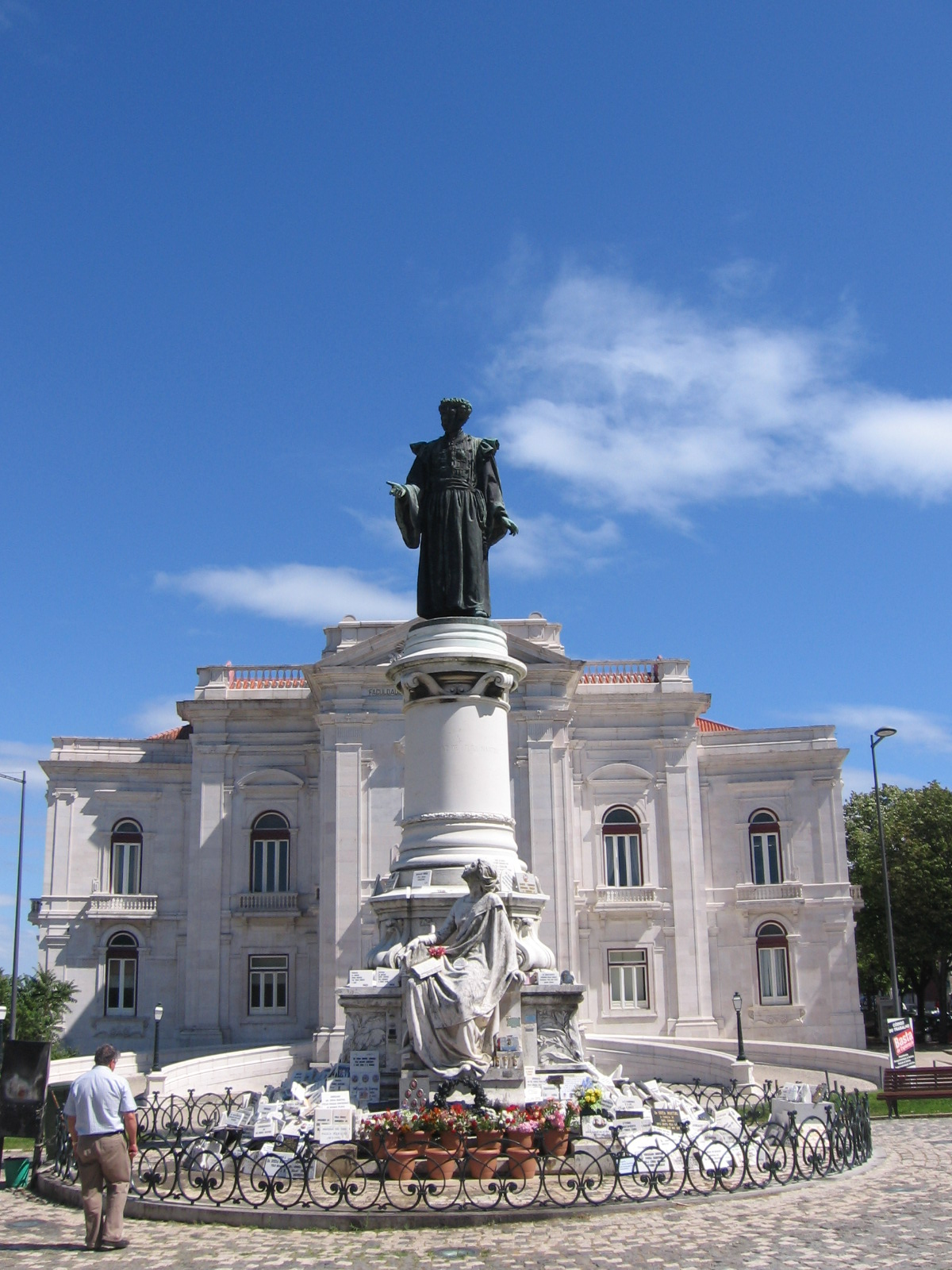
索萨·马丁斯博士雕像
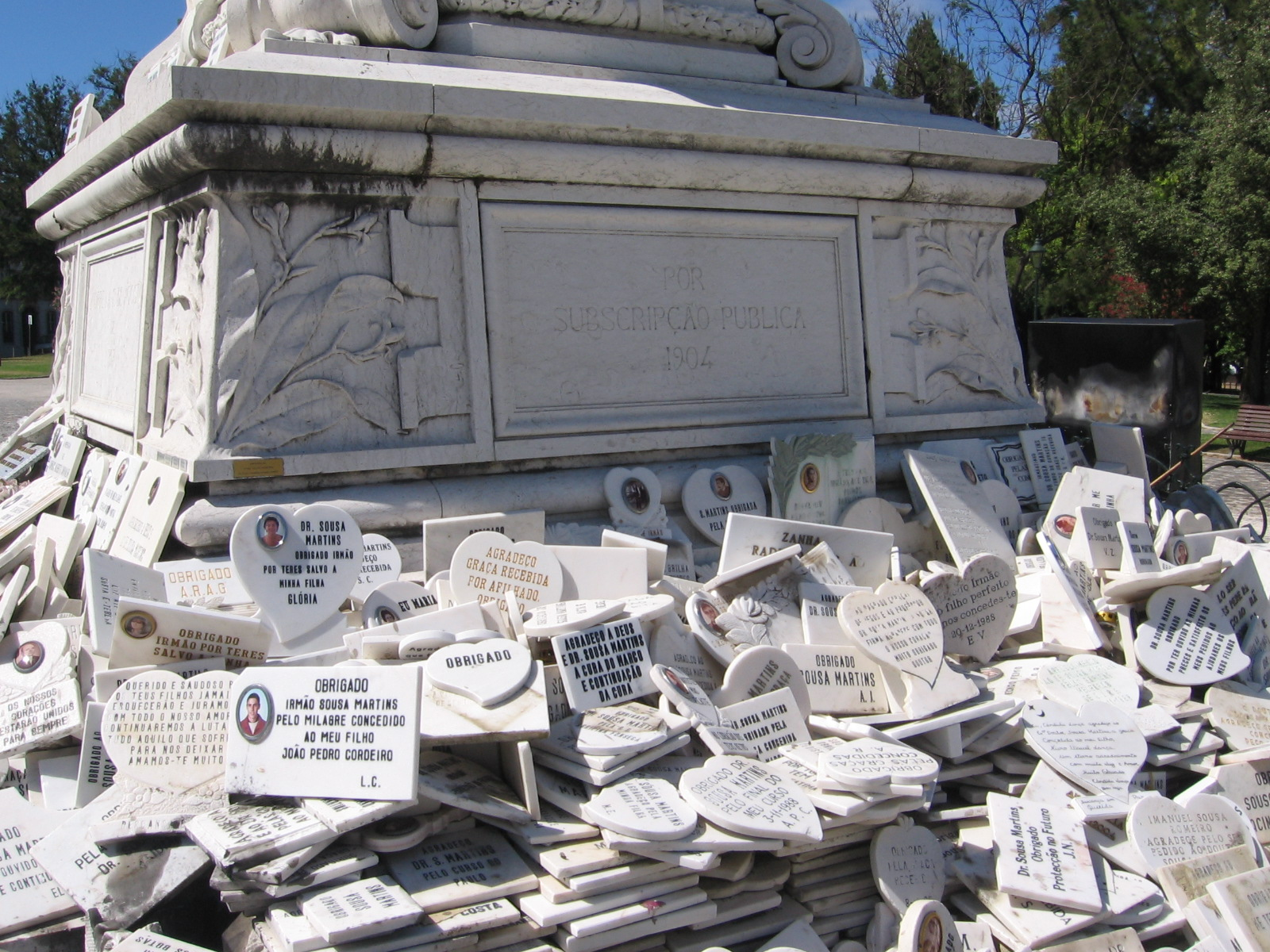
感谢卡片